# Kyla Ross
Kyla Briana Ross (Honolulu, 24 de outubro de 1996) é uma ex-ginasta americana membro da equipe que conquistou a medalha de ouro nos Jogos Olímpicos de Londres 2012.